# ستيفن لونغ
ستيفن لونغ (19 يناير 1951 في المملكة المتحدة - ) (بالإنجليزية: Stephen Long)‏ هو لاعب كريكت بريطاني. لعب مع Dorset County Cricket Club ‏ وSuffolk County Cricket Club ‏.

## وصلات خارجية
- ستيفن لونغ على موقع إي آس بي آن كريك إنفو (الإنجليزية)